# Jongsocialisten
Jongsocialisten (van 2001 tot september 2013 bekend als Animo, daarvoor Jong Socialisten) is een Vlaamse politieke jongerenorganisatie. Jongsocialisten richt zich op jongeren tussen 14 en 30 jaar oud. Het is de jongerenbeweging van Vooruit, hoewel het wel volledig onafhankelijk is van de partij.
Jongsocialisten is actief op lokaal, provinciaal, nationaal en internationaal niveau. De organisatie is lid van YES (Young European Socialists, de koepel van Europese jongsocialisten) en van IUSY (de internationale koepel van jongsocialisten). De vereniging stelt zich tot doel te streven naar een sociaal rechtvaardige en democratische samenleving, waarin iedereen gelijke kansen krijgt.

## Geschiedenis
De Jong Socialisten (toen nog niet aan elkaar geschreven) ontstonden als onderdeel van de Socialistische Jeugd in 1944 en werden pas in 1955 een onafhankelijke organisatie.
Deze politieke jongerenorganisaties van de toenmalige SP waren gegroepeerd onder de naam Jongsocialisten, in een federaal verband en met een afzonderlijk Nationaal Bureau. In oktober 2001 werd deze structuur opgeheven. In Vlaanderen werd Animo opgericht, in Wallonië bestaat sindsdien de Mouvement des Jeunes Socialistes (MJS).
Tijdens het Animo-congres in september 2013, twaalf jaar na de oprichting, werd opnieuw gekozen voor de naam Jongsocialisten.
De organisatie telde anno september 2015 een 3000-tal leden.
In 2015 schreven de Jongsocialisten een nieuw manifest met bijdrage van binnen en buiten de jongerenpartij.

## Structuur en werking

### Nationaal bestuur
Statutair is vastgelegd dat het nationaal bestuur bestaat uit zes tot veertien bestuursleden, afhankelijk van hoe de Algemene Vergadering het verkiezingsreglement vastlegt. De bestuursleden zijn allen vrijwilligers in de organisatie. Een bestuursperiode duurt 2 jaar. Volgens de genderquota moeten er minstens 40% mannen en minstens 40% vrouwen deel van het bestuur uitmaken. Huidig voorzitter is Oskar Seuntjens.

### Algemene Vergadering
In de Algemene Vergadering (AV) van de Jongsocialisten zetelen 22 personen. De samenstelling bestaat uit de 9 verkozen bestuursleden en 12 afgevaardigden vanuit de provincies. Elke provincie en Brussel verkiezen elk 2 personen (1 man, 1 vrouw) die in naam van hun provincie zetelen in de algemene vergadering. De algemene vergadering komt minstens 4x jaar samen. Het is het hoogste orgaan binnen de beweging na het congres.

### Congres
Het congres is het hoogste orgaan binnen de Jongsocialisten. Elk lid van de beweging kan zetelen in het congres. Het congres komt minstens 2x jaar samen.

### Lokale afdelingen en provincies
De lokale afdelingen vormen het kloppend hart van de beweging. Elke afdeling is vrij in het bepalen van zijn bestuursploeg. Overwegend heeft elke afdeling een voorzitter, penningmeester en een secretaris, al dan niet aangevuld met een ondervoorzitter. Elke lokale voorzitter heeft het recht te zetelen in de Raad Van Voorzitters (RVV), dit is een bijeenkomst van lokale voorzitters over heel Vlaanderen en Brussel waarbij expertise en advies wordt gedeeld. Er zijn geen formele tussenniveaus tussen de lokale afdelingen en het nationaal bestuur.

### Voorzitters
| Voorzitter           | Periode    |
| -------------------- | ---------- |
| Gerrit Kreveld       | 1952-1955  |
| Dolf Cammu           | 1955-1960  |
| Hugo Adriaensens     | 1960-1962  |
| Jos Wijninckx        | 1962-1963  |
| Willy Moons          | 1963-1964  |
| Pol Moreels          | 1964-1967  |
| Charly Verschaeren   | 1967-1968  |
| Fernand Stans        | 1968-1970  |
| Marcel Colla         | 1970-1973  |
| Norbert De Batselier | 1973-1974  |
| Luc Van den Bossche  | 1974-1977  |
| Hugo Dufour          | 1977-1978  |
| Harry Dierickx       | 1978-1980  |
| Martine Deneckere    | 1980-1982  |
| Jo Vermeulen         | 1982       |
| collectief           | 1983-1984  |
| Luc van de Velde     | 1984-1988  |
| Ronald Parijs        | 1988-1990  |
| Pascal Smet          | 1990-1992  |
| Overgangscomité      | 1992       |
| Geert Mareels        | 1992-1993  |
| Wim Verreyt          | 1994-1995  |
| Dylan Casaer         | 1995-1998  |
| Caroline Gennez      | 1998-2001  |
| Animo                |            |
| Caroline Gennez      | 2001-2003  |
| Laurent Winnock      | 2003-2005  |
| Bram Boriau          | 2005-2009  |
| Anke Gittenaer       | 2009-2011  |
| Maite Morren         | 2011-2013  |
| Jongsocialisten      |            |
| Sanne Doms           | 2013-2014  |
| Aaron Ooms           | 2014-2017  |
| Steven Arents        | 2017       |
| Kaoutar Oulichki     | 2017-2019  |
| Jaro Verberck        | 2019-2021  |
| Oskar Seuntjens      | 2021-2024  |
| Elise Sticker        | 2024-heden |